# Milli-Q
Milli-Q és l'aigua purificada i desionitzada en un alt grau per un sistema de purificació d'aigua fabricat per Millipore Corporation. És una marca registrada de Millipore. Milli-Q se serveix de filtres de resina i desionització per a purificar l'aigua. El sistema controla la concentració d'ions, mesurant la resistència elèctrica de l'aigua. Quanta més resistència, menys càrrega d'ions. La majoria dels sistemes Milli-Q dispensen l'aigua a través d'un filtre de membrana de 0,22 micres. És capaç de produir aigua prou pura per aconseguir reproductibilitat i una precisió de poques partícules per milió quan s'utilitzen espectròmetres de masses d'ions en l'anàlisi geoquímica.
Altres usos d'aquest sistema inclouen la microbiologia
i les ciències de l'atmosfera.